# Ордруф (концентрационный лагерь)
Ордруф (нем. Ohrdruf) — нацистский концентрационный лагерь. Создан в ноябре 1944 года 13 километрами южнее от города Гота, близ Ордруфа. За годы войны в этом лагере погибло около 7 000 человек. Ордруф стал первым концентрационным лагерем, освобождённым армией США.

## История
С 1871 года местность к востоку от Ордруфа использовалась армией для проведения учений. В 1906 году рейхстаг постановил начать строительство полигона и казарм, которое началось в 1908 году.

## Функционирование лагеря
Лагерь был создан в ноябре 1944 года близ городка Ордруф, расположенного к югу от Готы, в Тюрингии. Первоначально лагерь Ордруф был отдельным лагерем принудительных работ, находившимся под управлением ВФХА, затем стал подразделением Бухенвальда. В качестве бараков использованы казарменные постройки, возведённые в 1940 году для солдат с близлежащего военного полигона. Ордруф, получивший кодовое название Außenlager S III, состоял из северного и южного лагерей, позднее были добавлены палаточные лагеря в Эспенфельде и Кравинкеле. Лагерь поставлял рабочую силу для строительства железных дорог, тоннелей и незавершённого подземного командного центра в Веймаре.
К концу 1944 года на территории Ордруфа находилось около 10 000 заключённых, к марту 1945 — по разным оценкам, от 11 700 до 13 700 человек. Общее число прошедших через лагерь оценивается приблизительно в 20 000 человек, в основном польских и венгерских евреев, русских, также были французы, чехи, итальянцы, бельгийцы, греки, югославы и немцы. Условия содержания в лагере были тяжёлыми — бараки были переполнены, нары были четырёх- и пятиэтажными, в некоторых бараках узники спали на полу, на соломенных подстилках. Даже в холодное время года не все заключённые размещались в бараках, некоторые жили в конюшнях, палатках и старых бункерах. Продолжительность рабочего дня составляла 10–11 часов, затем была увеличена до 14. Заключённые были заняты тяжёлым физическим трудом: строительством дорог, железнодорожных путей и тоннелей. К месту проведения работ добирались пешком, страдали от недоедания, нехватки одежды и отсутствия медицинской помощи, в лагере отсутствовали санитарно-технические сооружения.
В январе 1945 года охрана лагеря была усилена подразделениями из Аушвица. Незадолго до окончания войны заключённые были задействованы на строительстве крупного подземного правительственного комплекса, который предполагалось использовать после эвакуации из Берлина. Строительство не было завершено из-за наступления американских войск.
Назначение некоторых сооружений, строительством которых занимались заключённые Ордруфа, установить доподлинно не удалось. Помимо подземного комплекса для партийной и военной верхушки Третьего Рейха, были обнаружены многочисленные тоннели и другие сооружения в Йонашталь, предназначенные для производства и испытания оружия. Согласно гипотезе, развиваемой немецким историком Райнером Карлшем, эти сооружения предназначались в качестве испытательного полигона для немецкого ядерного проекта. Среди прочих вариантов называются работы над улучшенной модификацией ракеты Фау-2 и реактивными бомбардировщиками дальнего действия.
Те, кто больше не мог продолжать работу, направлялись в лагеря уничтожения: 4 300 больных заключённых были перемещены в Берген-Бельзен и «малый лагерь» Бухенвальда. Первого апреля, незадолго до появления американских войск, бо́льшую часть узников отправили «маршами смерти» в Бухенвальд. Во время этих переходов охранниками СС, членами Фольксштурма и Гитлерюгенда было убито, по разным оценкам, от 1 000 до 3 000 человек. Оставшихся в северном секторе лагеря пытались вывезти по железной дороге. Состояние многих узников не позволяло им дойти до вагонов, они были расстреляны охраной под предлогом предотвращения попытки бегства.
Систематическое уничтожение узников концлагеря началось в январе 1945 года. В дополнение к погибшим на маршах смерти около 3 000 человек погибли от истощения или были убиты на территории лагеря в период с января 1945 года до его освобождения. Вместе с перемещёнными в другие лагеря и погибшими непосредственно на территории концлагеря общее число погибших за период с 20 ноября 1944 года по 5 апреля 1945 года оценивается в 7 000 человек.

## Освобождение
Ордруф был освобождён 4 апреля 1945 года 4-й танковой и 89-й пехотной дивизиями армии США. Ордруф стал первым концентрационным лагерем, освобождённым американцами.
Вдоль дороги, ведущей к лагерю, солдаты обнаружили многочисленные трупы заключённых, погибших в «марше смерти» и немногочисленных выживших, которым удалось спрятаться от конвоя. Освободители застали Ордруф практически пустым. На площадке возле главных ворот лежало 30–50 трупов со следами огнестрельных ранений, в одном из строений — ещё около тридцати тел, присыпанных известью, в крайне истощённом состоянии, с черепно-мозговыми травмами, многочисленными гематомами и ссадинами.
За пределами территории лагеря, примерно в одном километре, находились братские могилы, в которых было захоронено от 2000 до 3000 узников. За несколько дней до прихода американских войск охранники приступили к уничтожению тел. В Ордруфе не было собственных кремационных печей, поэтому извлечённые из могил останки пытались сжечь в траншеях, вырытых между железнодорожными рельсами.
Через неделю Ордруф посетили генералы Паттон, Брэдли и Дуайт Эйзенхауэр, верховный главнокомандующий экспедиционными войсками западных союзников. Вместе они обошли всю территорию концлагеря, посетили места массовых захоронений и сжигания трупов. Омар Брэдли описывал тяжёлое впечатление от посещения лагеря в своих мемуарах:

Тяжёлый трупный запах буквально ошеломил нас ещё до того, как мы прошли через ворота лагеря. В неглубокие могилы было свалено более 32 обнажённых иссохших трупов. Трупы валялись также прямо на улицах, между бараками. Вши ползали по трупам, острые выступающие кости которых были обтянуты жёлтой кожей. Часовой показал нам место, где умиравшие от голода заключённые вырывали из трупов внутренности и ели их. Земля здесь была покрыта пятнами запекшейся крови. Лицо Эйзенхауэра превратилось в белую гипсовую маску, Паттон отошел в угол, где его стошнило. У меня от негодования отнялся язык. Зрелище было настолько ужасное, что мы были одновременно потрясены и оглушены.

После визита в Ордруф Эйзенхауэр связался с Джорджем Маршаллом, начальником штаба сухопутных войск США в Вашингтоне, и описал свои впечатления от посещения концентрационного лагеря:

В одном из помещений было сложено от двадцати до тридцати обнажённых трупов мужчин, погибших от истощения. Генерал Паттон не смог войти, сказав, что его стошнит. Я намеренно вошёл в это помещение для того, чтобы иметь возможность быть непосредственным свидетелем всего этого, если когда-нибудь в будущем появится тенденция относить все эти утверждения к обыкновенной пропаганде.
Оригинальный текст (англ.)In one room, where they were piled up twenty or thirty naked men, killed by starvation, George Patton would not even enter. He said that he would get sick if he did so. I made the visit deliberately, in order to be in a position to give first-hand evidence of these things if ever, in the future, there develops a tendency to charge these allegations merely to 'propaganda.'

Эйзенхауэр отдал приказ направлять всех не задействованных непосредственно на фронте американских военнослужащих, находящихся недалеко от Ордруфа, на территорию лагеря, чтобы те могли лично засвидетельствовать условия содержания и следы массового уничтожения заключённых. 19 апреля (к этому времени уже был освобождён Бухенвальд) Эйзенхауэр повторно связался с Маршаллом, запросив его направить в Германию нескольких сенаторов и журналистов. Разрешение на отправку таких делегаций было немедленно получено от президента Трумэна и военного министра Генри Стимсона.

### Реакция гражданского населения
Подполковник 4-й танковой дивизии Джеймс Ван Вагенен направился в город Ордруф и разыскал бургомистра Альберта Шнайдера. Шнайдер был членом НСДАП, но имел хорошую репутацию среди жителей города. Ван Вагенен привёз бургомистра и провёл его по всей территории. Шнайдер был шокирован, но заявил, что он и жители Ордруфа не были в курсе того, что происходило в лагере. Бургомистр получил приказ найти 25 человек из числа жителей города, которые будут направлены для осмотра лагеря на следующий день. Когда Шнайдер не явился в назначенное время, Ван Вагенен отправил за ним солдата, который обнаружил тела Альберта Шнайдера и его жены — они совершили самоубийство, вскрыв себе вены.
Через некоторое время после смерти бургомистра американская военная администрация опубликовала приказ об обязательном посещении лагеря местными жителями. Небольшая делегация, состоявшая в основном из мужчин среднего и пожилого возраста, под контролем американских солдат прибыла на территорию лагеря, где каждому из жителей было приказано зайти внутрь барака, где в несколько рядов лежали трупы заключённых. Никто из местных жителей, за исключением одного, не выразил ни какой эмоциональной реакции, даже когда их отвели к траншеям, наполненных обгоревшими человеческими останками. Одни из жителей заявляли, что не подозревали о существовании лагеря, другие говорили о том, что знали о тяжёлом положении заключённых, но не могли помочь им. Согласно свидетельству одного из выживших узников, их привлекали для различных работ на территории города, где заключённые подвергались жестокому обращению со стороны местных жителей.

## После Второй мировой войны
В июле 1945 года в Ордруф вошли советские войска, так как вся Тюрингия вошла в состав советской зоны оккупации Германии. Большая часть построек лагеря была снесена, и территория использовалась в качестве военного полигона.
С 1947 по 1991 год в Ордруфе (в том числе и на территории бывшего концентрационного лагеря), дислоцировалась 39-я гвардейская мотострелковая дивизия и отдельная артиллерийская бригада, затем эта территория была передана Бундесверу.
В настоящее время единственными из сохранившихся строений лагеря остаются несколько бункеров, которые использовались для размещения заключённых.

## Фотографии
Фотографии из коллекции Мемориального музея Холокоста (США), сделанные американцами после освобождения лагеря.

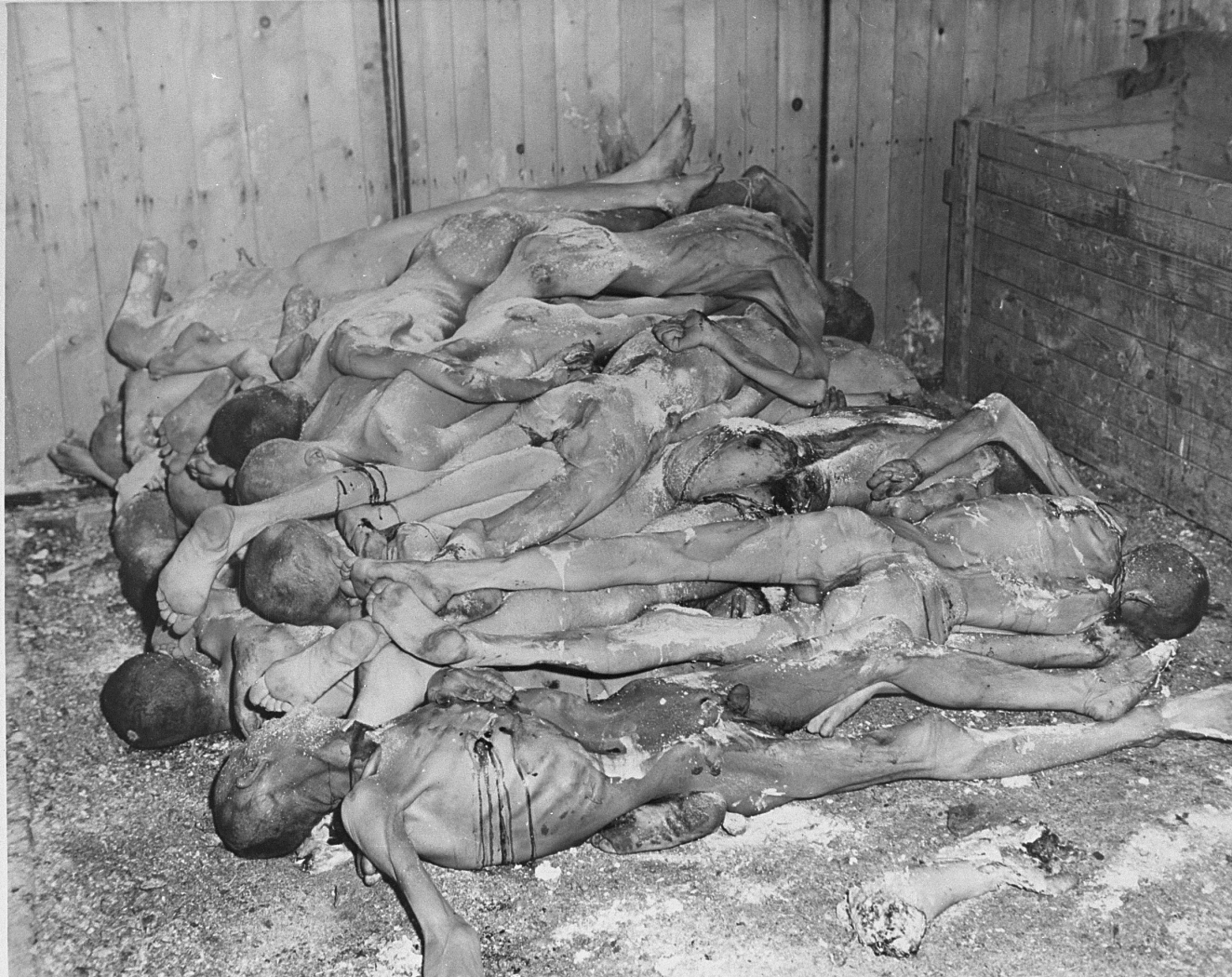
Трупы заключённых
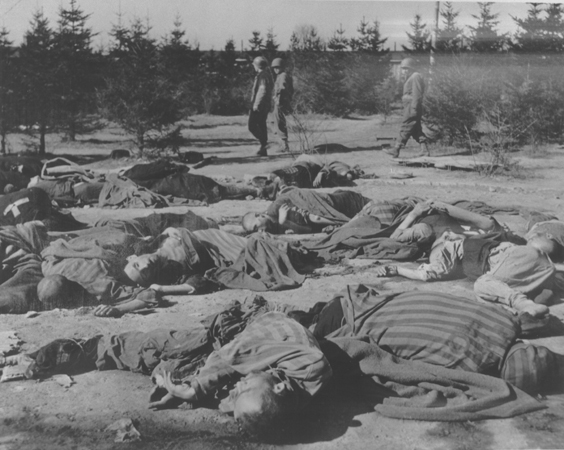
Трупы заключённых
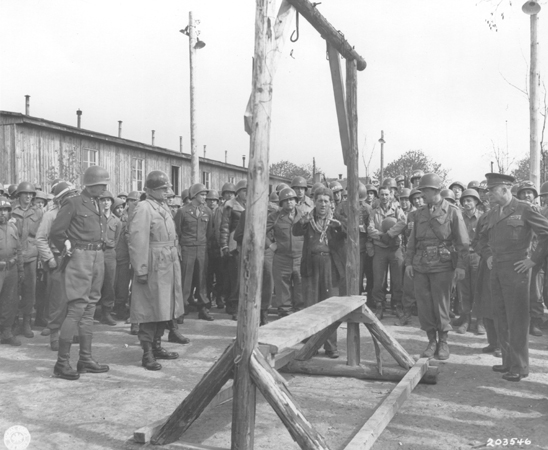
Один из выживших еврейских заключённых из Австрии показывает Эйзенхауэру виселицы
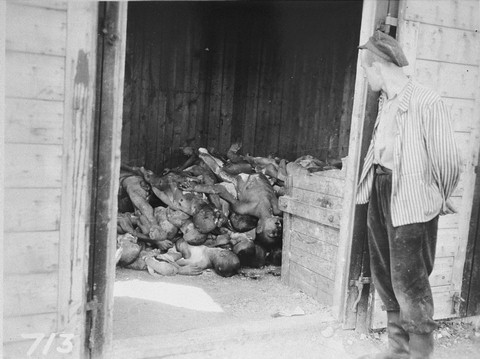
Один из выживших заключённых рассматривает трупы
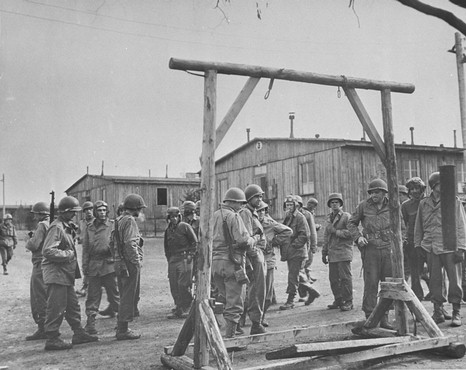
Американские солдаты перед виселицей
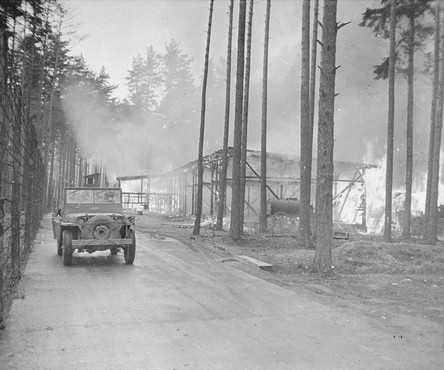
Машина американских солдат на фоне здания лагеря, подожжённого выжившими
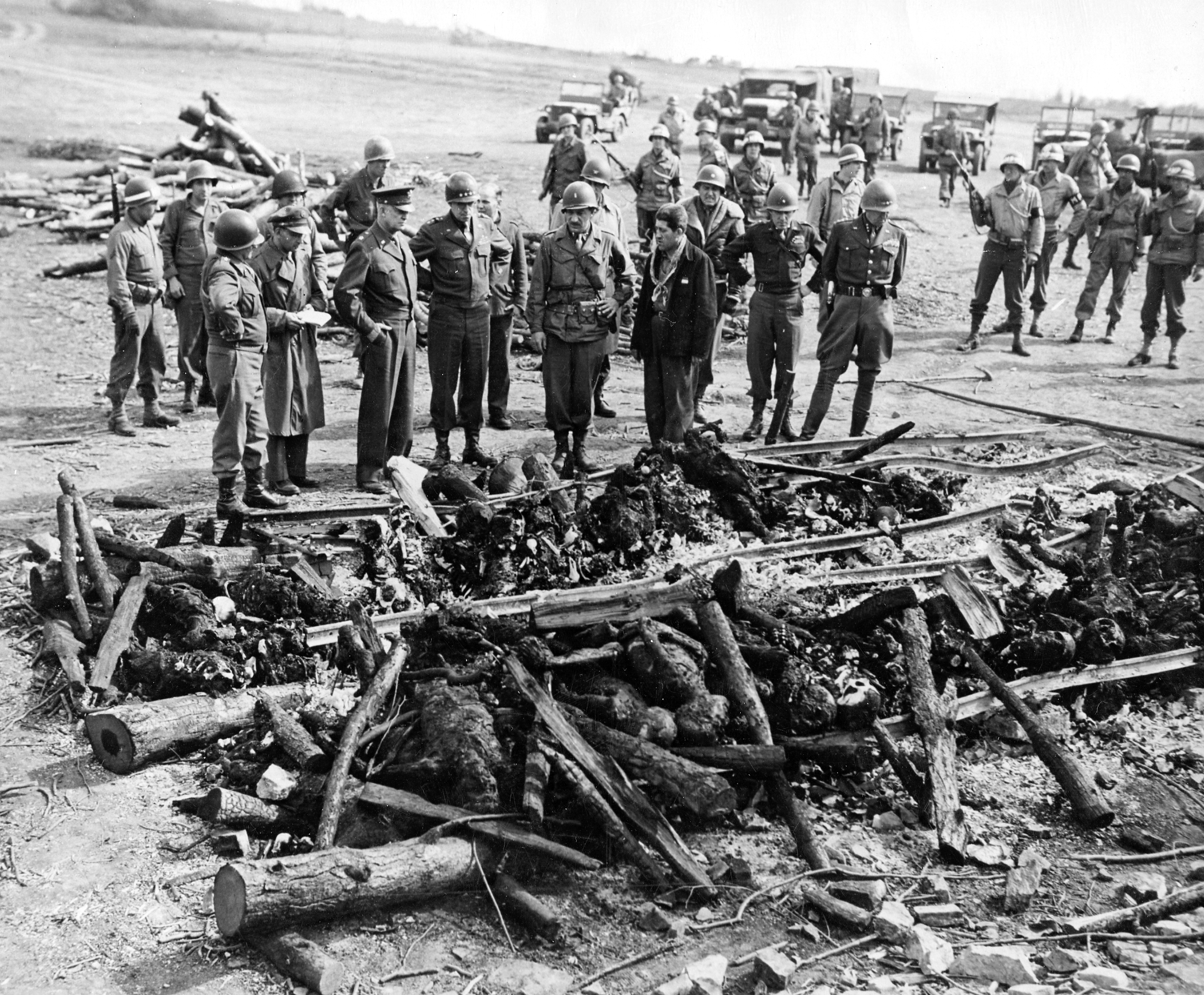
Эйзенхауэр перед сожжёнными трупами заключённых
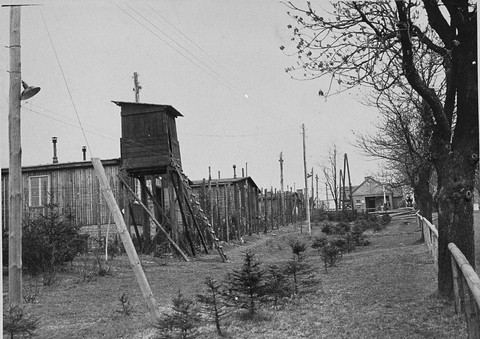
Бараки, вышка, колючая проволока